# Толожанка (приток Ивы)
Толожа́нка (также Талажанка) — малая река в Перми, приток реки Ива, протекает по территории Мотовилихинского района. Длина реки — 2 км.
Исток реки раздвоенный, находится у микрорайона Ива недалеко от трассы Старцева — Ива — Восточный Обход; левый исток берёт начало в овраге в районе ул. Брянская, правый в районе перекрестка ул. Пигасова и Нагорная. В районе ул. Каспийская истоки сливаются. Река течёт к микрорайонам Висим и Костарёво, являясь далее границей между ними. В районе моста по ул. Лифанова впадает справа в реку Ива.
Существует также улица под названием Речка Талажанка.
В 2011 году проводились работы по благоустройству русла реки.